# Frisch heran
Frisch heran, op. 385, är en schnellpolka av Johann Strauss den yngre. Den framfördes första gången den 2 februari 1880 i Sofienbad-Saal i Wien.

## Historia
Under arbetet med operetten Das Spitzentuch der Königin 1880 tog sig Johann Strauss tid till att skriva ett verk till Wiens Författare- och Journalistförening "Concordia". Verket blev en polka med titeln Frisch heran som framfördes första gången den 2 februari 1880 under musikalisk ledning av Johann Strauss broder Eduard Strauss. 

## Om polkan
Speltiden är ca 2 minuter och 24 sekunder plus minus några sekunder beroende på dirigentens musikaliska tolkning.

## Weblänkar
- Frisch heran i Naxos-utgåvan.